# Château du Petit Monceau
Le château du Petit Monceau, également dénommé Le Vieux Monceau, est un édifice situé à Agonges, en France.

## Localisation
Le château est situé sur le territoire de la commune d'Agonges, dans le département de l'Allier, en région Auvergne-Rhône-Alpes. Il est indiqué sur la carte de Cassini sous le nom de Petit Monceau.

## Description
Le château est un ancien manoir à tour carrée avec un escalier à vis et logis du XVIe siècle. Il possède deux tours circulaires et une chapelle de style roman.

## Historique
La construction du château date du XVIe siècle. La chapelle de style roman date du XVIIIe siècle, elle est située au sud-ouest du château et pourrait-être la chapelle Saint-Roch signalée en 1647 comme un lieu de culte et de pèlerinage. Elle était la maison de repos des religieuses de Saint-Menoux[source insuffisante].